# Lutherse kerk (Amersfoort)
De Lutherse Kerk in Amersfoort is een kerkgebouw aan de Langestraat, in gebruik door de Lutherse gemeenschap van Amersfoort. De gemeente bestaat uit zo'n 120 ingeschrevenen, afkomstig uit het Eemland en het noordwesten van de Veluwe.

## Geschiedenis
Op deze plaats is, waarschijnlijk in de 13e eeuw, de Heilige Geestkapel gesticht, daarmee een van de eerste stenen gebouwen van Amersfoort, mogelijk ouder dan de Sint-Joriskerk. Een deel van het gebouw was gasthuis, het Heilige Geest- of Oude Gasthuis. Vanaf 1447 was dit gasthuis onder beheer van de broeders van de Heilige Geest, ook wel Pothbroeders genoemd. De broeders vertrokken in 1527 naar de Pothof. De straat achter het de Lutherse kerk heet nog steeds Achter de Heilige Geest. Na vertrek van de broeders was het gebouw onder andere in gebruik als school, vleeshal en waag.
De Lutherse gemeente was eerst gevestigd in het kapel van het Observantenklooster, maar in 1686 kreeg zij van het gemeentebestuur de Heilige Geestkapel. Vanwege instortingsgevaar van de oude toren kreeg de kerk in 1837 een nieuwe gevel in neoclassicistische stijl, ontworpen door stadsarchitect Ruitenberg. In 1903 werd het voorzien van een houten vloer boven op de grafzerken. Het gebouw is in 1986 voor het laatst gerestaureerd.
De Evangelisch-Lutherse Gemeente Amersfoort-Baarn-Soest maakte deel uit van de Nederlandse Evangelisch-Lutherse Kerk, die in 2004 op ging in de Protestantse Kerk in Nederland. De Amersfoortse lutheranen hielden aanvankelijk vast aan hun eigen zelfstandige plaatselijke kerkelijke gemeente. Op 1 januari 2010 ging deze echter op in de Protestantse Gemeente Amersfoort.

## Amersfoortse Zwaan
Op de toren staat, net zoals veel andere Lutherse kerken, een zwaan, de kerk wordt daarom ook wel de Amersfoortse Zwaan genoemd. Deze zwaan is een verwijzing naar een vermeende uitspraak van Johannes Hus, een voorganger van Maarten Luther in de reformatie. Voor zijn dood op de brandstapel in 1415 zou Hus (zijn naam betekent gans) hebben gezegd: Gij verbrandt nu wel een gans, maar een zwaan zal verrijzen, die zult ge niet te pakken kunnen krijgen.

## Orgel
Het orgel  is in 1766 gebouwd door Johann Heinrich Hartmann Bätz en is het oudste orgel van Amersfoort. In 1873 is het door Johan Frederik Witte uitgebreid met een tweede klavier. Het orgel heeft nog de oorspronkelijke windvoorziening en pedaalklavier uit 1766 en vermoedelijk ook met oorspronkelijke registerknoppen. In 2013 is een restauratietraject ingezet. Deze restauratie is uitgevoerd door orgelbouwer Flentrop. Het gerestaureerde orgel is op 25 november 2016 opnieuw in gebruik genomen.
De dispositie van het orgel is als volgt:
| Hoofdwerk C–d3 |        |
| Prestant       | 8'     |
| Roerfluit      | 8'     |
| Viola di Gamba | 8'     |
| Octaaf         | 4'     |
| Gemshoorn      | 4'     |
| Quint          | 2/3′   |
| Superoctaaf    | 2'     |
| Flageolet      | 1/3′   |
| Cornet         | III D  |
| Dulciaan       | 8' B/D |

| Positief C–d3 |    |
| Holfluit      | 8' |
| Viola         | 8' |
| Fluit         | 4' |

| Pedaal C–c1 |
| aangehangen |